# 馬努埃爾蒙日市

10°35′49″N 68°40′22″W / 10.59694°N 68.67278°W
馬努埃爾蒙日市（西班牙語：Municipio Manuel Monge），是委內瑞拉的一個市，位於該國西部亞拉奎州，首府設於尤馬雷，面積474平方公里，2001年人口10,600，人口密度每平方公里22.4人。